# Nuno Severiano Teixeira
Henrique Nuno Pires Severiano Teixeira ComIH • GCIH (Bissau, Guiné, 5 de novembro de 1957) é um académico e político português. Professor catedrático na Universidade Nova de Lisboa, foi vice-reitor da mesma Instituição e dirige o Instituto Português de Relações Internacionais (IPRI-NOVA). É actualmente Visiting Professor na Universidade de Georgetown, nos EUA.
Foi Ministro da Administração Interna no XIV Governo Constitucional, o segundo de António Guterres, e Ministro da Defesa Nacional no XVII Governo Constitucional, o primeiro de José Sócrates.
É autor de diversas publicações nas áreas da história militar, relações internacionais, segurança e defesa, construção europeia, entre outras.

## Biografia
Nuno Severiano Teixeira nasceu na Guiné Portuguesa em 1957, quando o seu pai se encontrava em missão naquele território. É filho do Coronel José Manuel Severiano Teixeira, condecorado com o grau de Comendador da Ordem Militar de São Bento de Avis a 18 de Março de 1989.
Licenciado em História pela Faculdade de Letras da Universidade de Lisboa (1981), é doutorado em História das Relações Internacionais Contemporâneas pelo Instituto Universitário Europeu, Florença (1994) e agregado em Ciência Política e Relações Internacionais, pela Universidade Nova de Lisboa.
Os primeiros passos na carreira docente foram dados na década de 1980, quando foi Assistente na Escola de Ciências Sociais da Universidade de Évora (1982-1994). Em seguida lecionou no Departamento de História do Instituto Superior de Ciências do Trabalho e da Empresa (ISCTE-IUL), em Lisboa, entre 2002 e 2006, e na Universidade Católica Portuguesa, entre 1998 e 2013. Atualmente é Professor Catedrático no Departamento de Estudos Políticos da Faculdade de Ciências Sociais e Humanas da Universidade Nova de Lisboa.
Como Professor convidado lecionou na Georgetown University (2000), no Centro de Estudos Europeus da Universidade de Berkeley, na Califórnia (2003 a 2004), e no Robert Schuman Centre for Advanced Studies, do Instituto Universitário Europeu, em Florença, (2010).

### Condecorações
- Comendador da Ordem do Infante D. Henrique de Portugal (27 de Julho de 2000)[10]
- Grã-Cruz da Ordem do Infante D. Henrique de Portugal (30 de Janeiro de 2006)[11]

## Funções governamentais exercidas
- XIV Governo Constitucional
  - Ministro da Administração Interna
- XVII Governo Constitucional de Portugal
  - Ministro da Defesa Nacional

## Publicações
- The Portuguese at War, 2019
- História Militar de Portugal, A Esfera dos Livros, Lisboa, 2017 [12]
- Heróis do Mar, História dos Símbolos Nacionais, A Esfera dos Livros Editora, Lisboa, 2015.[13]
- História Contemporânea de Portugal, Volume 3, “A Crise do Liberalismo 1890-1930”, Fundação Mapfre, (Coordenação), Lisboa, 2014.[14]
- The Europeanization of Portuguese Democracy, SSM - Columbia University Press, Nova Iorque, 2012, com António Costa Pinto (ed.).[15]
- The International Politics of Democratization, Routledge Research in Comparative Politics, 2008[16].
- Portugal e a Integração Europeia, 1945–1986: a perspectiva dos actores, Lisboa: Temas e Debates, 2007, com António Costa Pinto (ed.). [17]
- Os Militares e a Democracia, Edições Colibri, 2007, (Coordenação). [18]
- Nova História Militar de Portugal, 5 Volumes, Círculo de Leitores, Lisboa, 2003-2004.
- Southern Europe and the Making of European Union, SSM, Columbia University Press, Nova Iorque, 2002, com António Costa Pinto (ed.)[19]
- L'Entrée du Portugal dans la Grande Guerre, Objectifs Nationaux et Stratégies Politiques, Ed. Economica, Paris, 1998.[20]
- Portugal e a Guerra: História das Intervenções Militares Portuguesas nos Grandes Conflitos Mundiais (Séculos XIX e XX), Edições Colibri, Lisboa, 1998.[21]
- O Poder e a Guerra 1914-1918: Objetivos Nacionais e Estratégias Políticas na Entrada de Portugal na Grande Guerra, Editorial Estampa, Lisboa, 1996.[22]
- O Ultimatum Inglês: Política Externa e Política Interna no Portugal de 1890, Publicações Alfa, Lisboa, 1990.[23]